# Golpe de Estado no Iraque de novembro de 1963
O Golpe de Estado no Iraque de novembro de 1963 ocorreu entre 10 e 11 de novembro de 1963. Quando seguiram-se divisões internas partidárias, oficiais iraquianos pró-nasseristas, lideraram um golpe militar dentro do Partido Baath. Tratou-se de um golpe sem derramamento de sangue.

## Antecedentes
Depois de tomar o poder estatal iraquiano em fevereiro de 1963, as divisões entre as lideranças pró e anti-Nasser no Baath, bem como entre líderes direitistas e esquerdistas nacionalistas pan-árabes conduziram o primeiro regime ba'athista ao colapso no Iraque em novembro de 1963, enquanto que 7.000 comunistas iraquianos permaneceram presos.
Embora a presidência foi ocupada por Abdul Salam Arif, um não-ba'athista árabe nacionalista e um membro da Organização dos Oficiais Patrióticos, a maioria dos ministérios foram divididos entre os baathistas. O governante virtual do país era o primeiro-ministro Ahmed Hassan al-Bakr.

## O Golpe
Em 11 de novembro de 1963, 15 oficiais do Exército iraquiano invadiram uma reunião do Congresso do Partido Baath, apreendendo líderes de facções nacionalistas do Ba'ath deixando-os sob a mira de armas e voaram com eles para Madri. Então, em 18 de novembro de 1963, o presidente iraquiano, Abdul Salam Arif, seu irmão, brigadeiro Abdul Rahman Arif e os seus apoiantes do exército iraquiano suprimiram a Guarda Miliciana Nacional do Baath (que tinha aumentado de tamanho de 5.000 a 34 mil entre fevereiro e agosto de 1963) e bombardearam a sua sede. Como resultado, o primeiro regime do Baath foi derrubado e um novo regime pró-Nasser foi estabelecido com Abdel Salem Arif como Chefe de Estado.